# Alaksiej Kuźmicz
Alaksiej Fiodarawicz Kuźmicz (biał. Аляксей Фёдаравіч Кузьміч, ros. Алексей Фёдорович Кузьмич, Aleksiej Fiodorowicz Kuźmicz; ur. 26 sierpnia 1955 w Swiadzie w rejonie lepelskim) – białoruski inżynier i polityk, w latach 2008–2012 deputowany do Izby Reprezentantów Zgromadzenia Narodowego Republiki Białorusi IV kadencji.

## Życiorys
Urodził się 26 sierpnia 1955 roku we wsi Swiada, w rejonie lepelskim obwodu witebskiego Białoruskiej SRR, ZSRR. Ukończył Białoruski Państwowy Instytut Politechniczny Orderu Czerwonego Sztandaru Pracy, uzyskując wykształcenie inżyniera energetyki cieplnej. Pracę rozpoczął jako stolarz w zakładzie „Sierlitamakstroj” w Rosyjskiej FSRR. Odbył służbę wojskową w szeregach Armii Radzieckiej. Następnie pracował jako elektromonter korpusu ciśnieniowego, inżynier konstruktor działu głównego energetyka Mińskiej Fabryki Traktorów, starszy inżynier laboratorium, sekretarz komitetu komsomołu, zastępca kierownika działu montażu, przewodniczący komitetu związkowego w Kombinacie Budowy Domów Nr 3 w Mińsku, kierownik wydziału drogowo-eksploatacyjnego rejonu frunzeńskiego, dyrektor przedsiębiorstw „Riemawtodor”, zastępca dyrektora generalnego przedsiębiorstwa „Gorriemawtodor Mingorispołkoma”, zastępca dyrektora ds. socjalnych i pracy ideologicznej, zastępca dyrektora ds. kadrowych, bytowych i pracy ideologicznej w Mińskim Kombinacie Budowy Domów.
27 października 2008 roku został deputowanym do Izby Reprezentantów Zgromadzenia Narodowego Republiki Białorusi IV kadencji z Odyńcowskiego Okręgu Wyborczego Nr 101. Pełnił w niej funkcję członka Stałej Komisji ds. Polityki Mieszkaniowej, Budownictwa, Handlu i Prywatyzacji. Od 13 listopada 2008 roku był członkiem Narodowej Grupy Republiki Białorusi w Unii Międzyparlamentarnej.